# Fada'iyan-e Islam
Los Fadā'iyān-e Islam (en persa: فدائیان اسلام‎, también escrito Fadayan-e Islam o "Fedayin del islam" o "Devotos del islam" o literalmente "Autosacrificantes del islam") son un grupo fundamentalista chiita en Irán con una fuerte orientación política activista. El grupo fue creado en 1946 y fue registrado como partido político en 1989.
Una presunta organización terrorista, fue fundada por un estudiante de teología apodado Navvab Safavi. Safavi buscaba purificar el islam en Irán librándolo de "personas corruptoras" por medio del asesinato cuidadosamente planeado de ciertas figuras intelectuales y políticas destacadas. Tras una serie de asesinatos exitosos y liberar a algunos de sus asesinos del castigo gracias a la ayuda de los poderosos partidarios del grupo dentro del clero ulema chiita, el grupo fue reprimido y Safavi fue ejecutado por el gobierno iraní a mediados de la década de 1950. El grupo sobrevivió en la forma de partidarios del ayatolá Jomeini y la Revolución Islámica de Irán.

## Contexto

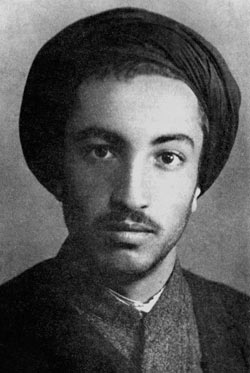
Navvab Safavi, fundador de los Fadayan-e Islam

El grupo hacía parte de una "movilización nacionalista creciente en contra de la dominación extranjera" en el Medio Oriente tras la Segunda Guerra Mundial, y se ha dicho que fue un presagio de grupos terroristas islamistas más famosos. Se dice que sus miembros eran jóvenes empleados en "los escalones más bajos del bazar de Teherán". Su programa iba más allá de generalidades acerca del cumplimiento de la sharia con el objeto de exigir la prohibición del alcohol, tabaco, opio, películas, juegos de azar, uso de ropa extranjera, la aplicación de la amputación de manos a los ladrones y el uso del hiyab en las mujeres, y la eliminación de todas las materias no musulmanas, como la música, del currículo escolar.

## Historia

### Ascenso
El primer asesinato que cometieron fue el de un escritor nacionalista y anticlerical de nombre Ahmad Kasravi, quien murió apuñalado en 1946. Se dice que Kasravi era a quien se refería el ayatolá Jomeini en su primer libro, Kashf al Asrar (La clave de los secretos), cuando afirmó que "todos aquellos que criticaban el Islam" eran mahdur ad-damm (es decir, que su sangre debe ser derramada por los fieles). El autor secularista iraní Amir Taheri afirma que Jomeini estaba estrechamente vinculado con Navvab Safavi y sus ideas, y que la afirmación de Jomeini "equivalía a una sentencia de muerte virtual para Kasravi".
Hussein Emami, el asesino y miembro fundador de los Fada'iyan, fue arrestado y condenado a muerte prontamente por este crimen. La inteligencia iraní se unió para exigir que su ejecución sirviera como ejemplo. Emami, sin embargo, escapó de la horca. Según Taheri, apeló exitosamente a defensores de la religión y utilizó su prestigio como seyyed, o descendiente del profeta islámico Mahoma, para exigir ser juzgado por un tribunal religioso. Jomeini y muchos miembros del clero chií presionaron al Sah para que perdonara a Emami, aprovechando las dificultades políticas con que lidiaba el Sah en ese momento, como la ocupación de la provincia de Azerbaiyán por parte de tropas soviéticas. Jomeini pidió el perdón al Sha personalmente.
En 1949, el grupo asesinó al ministro de la corte (y ex primer ministro) Abdolhossein Hazhir. El 7 de marzo de 1951, el primer ministro Haj Ali Razmara fue asesinado, en represalia por aconsejar que no se nacionalizara la industria petrolera. Tres semanas después, el grupo asesinó al ministro de Educación y Cultura, Ahmad Zangeneh. El asesinato de Razmara habría alejado aún más a Irán "de un espíritu de compromiso y moderación en relación con el problema del petróleo" y "asustó tanto a las clases dominantes que se hizo una concesión tras otra a las demandas nacionalistas en un intento por pacificar la intensamente airada indignación pública." Fakhr-Arai estuvo a cargo de un intento de asesinato contra el Sah Mohammad Reza Pahlavi, el 4 de febrero de 1949. Inicialmente se pensó que Fakhr-Arai era miembro deTudeh, un partido comunista iraní, pero posteriormente se supo que más probablemente era un miembro fundamentalista religioso de los Fada'iyan-e Islam.
Además de Emami, Khalil Tahmasebi, el asesino de Razmara, también recibió el indulto por parte del parlamento iraní durante el periodo como primer ministro de Mohammad Mossadegh. El ayatolá Abol-Ghasem Kashani, un poderoso miembro del parlamento y partidario de los Fadayan, "dispuso que se aprobara una acta especial que anulaba la sentencia de muerte a Tahamsebi y lo declaraba (a Tahamsebi) soldado del Islam" para mayor consternación de los secularistas iraníes. No obstante, tras la caída de Mossaddegh, Tahmasebi fue arrestado de nuevo y llevado a juicio en 1952.Fue condenado a muerte y ejecutado en 1955. Además, el ayatolá Kashani puso fin a su alianza con Mossadegh y se hizo más cercano al Sah tras el asesinato.
Aunque los Fada'iyan apoyaban firmemente la nacionalización de la industria petrolera de Irán, que estaba en manos extranjeras, se volvieron contra el líder del movimiento de nacionalización, Mohammad Mossadeq, cuando este fue nombrado primer ministro, debido a su negativa a implementar la ley de la sharia y a nombrar a islamistas estrictos en altos cargos. El peligro que representaban los Fada'iyan "fue uno de los principales factores que explicaron la decisión de Mosaddeq de trasladar la oficina del primer ministro a su propia residencia". En otro intento de asesinato, el 15 de febrero de 1952, resultó gravemente herido Hossein Fatemi, "el dinámico y capaz ayudante de Mosaddeq" y ministro de relaciones exteriores. Esto dejó a Fatemi "gravemente herido y efectivamente incapacitado durante casi ocho meses". El intento de asesinato fue planeado por el segundo al mando del grupo, Abolhossein Vahedi, y fue llevado a cabo por un adolescente del grupo.

### Contramedidas
En 1955, Navvab Safavi y "otros miembros de los fedayines del Islam, entre ellos Emami", fueron finalmente ejecutados. Con todo, el grupo continuó, según el autor Baqer Moin, tornando hacia el ayatolá Jomeini como su nuevo líder espiritual, y, según se informa, siendo "reconstruido" por el discípulo de Jomeini, y posteriormente controvertido "juez ahorcador", Sadegh Khalkhali. Se cree que fueron ellos quienes llevaron a cabo el asesinato del primer ministro iraní Hasán Alí Mansour en 1965. Según se informa, Mansour fue "juzgado" por un tribunal islámico secreto, compuesto por los seguidores de Jomeini Morteza Motahhari y el ayatolá Mohammad Beheshti, y fue condenado a muerte por el cargo de "hacer la guerra contra Alá, como estaba simbolizado en su decisión" de enviar a Jomeini al exilio. Los tres hombres que ejecutaron la "sentencia," Mohammad Bokara'i, Morteza Niknezhad y Reza Saffar-Harandi, "fueron arrestados y acusados de ser cómplices", pero la historia tanto del juicio como de la sentencia no se reveló sino hasta después de la revolución.

### Revolución y República Islámica
Durante la revolución iraní de 1979, la república islámica de Irán puso en práctica algunos de los objetivos de los Fada'iyan, si bien de manera modificada. Esto significa que hay similitudes entre la república islámica de Irán y las opiniones de los Fada'iyan sobre temas como la justicia islámica, los derechos de las minorías y las mujeres, el lugar de los pobres, la posición del clero en la sociedad islámica, la actitud hacia las potencias extranjeras, etc. Las ideas de los Fada'iyan a estos respectos corresponden más específicamente a la labor de algunas organizaciones en el nuevo Irán, como la Fundación de los Empobrecidos (Bonyād-e mostażʿafān), la Guardia Revolucionaria (Sepāh-e pāsdārān-e enqelāb-e Eslāmī), el presidente del Discrecionario Consejo (Šūrā-ye maṣleḥat-e neẓām), etc.

## Miembros del grupo
Estas personas han sido miembros principales del grupo:
- Navab Safavi, líder del grupo de los Fadayan-e Islam
- Mozafar Zolghadr: originario de la ciudad de Karasf, en el condado de Khodabandeh, provincia de Zanjan. Mozafar nació en una familia rural y religiosa. Mozafar Zolghadr decidió asesinar a Hossein Ala ' pero su arma no disparó. Tras esto, fue arrestado y ejecutado.[28][29]
- Seyyed Muhammad Vahedi
- Khalil Tahmasebi, miembro de los Fada'iyan-e Islam que asesinó al primer ministro iraní Haj Ali Razmara en marzo de 1951.[4] Fue descrito como "fanático religioso" por el The New York Times[30] y murió ejecutado en 1955.[31][32]
- Jafar Shojouni
- Seyyed Mehdi Tabatabaei